# Глодень (комуна, Димбовіца)
Глодень, Глодені (рум. Glodeni) — комуна у повіті Димбовіца в Румунії. До складу комуни входять такі села (дані про населення за 2002 рік):
- Глодень (1379 осіб)
- Гушою (888 осіб)
- Лекулеце (936 осіб)
- Лівезіле (410 осіб)
- Малу-М'єрій (279 осіб)
- Скела (543 особи)

Комуна розташована на відстані 81 км на північний захід від Бухареста, 10 км на північ від Тирговіште, 71 км на південь від Брашова.

## Населення
За даними перепису населення 2002 року у комуні проживали 4435 осіб, усі — румуни. Усі жителі комуни рідною мовою назвали румунську.
Склад населення комуни за віросповіданням:
| Релігія       | Кількість осіб | Відсоток |
| ------------- | -------------- | -------- |
| православні   | 4393           | 99,1%    |
| адвентисти    | 32             | 0,7%     |
| римо-католики | 4              | 0,1%     |
| лютерани      | 3              | 0,1%     |
| бретрени      | 2              | < 0,1%   |
| реформати     | 1              | < 0,1%   |

## Зовнішні посилання
- Дані про комуну Глодень на сайті Ghidul Primăriilor [Архівовано 5 грудня 2009 у Wayback Machine.]